# Валід Закут
Валід Авад Закут (араб. وليد زقوت), (англ. Walid A.A. Zaqout) (1961, Газа) — палестинський дипломат. Надзвичайний і Повноважний Посол Палестини в Україні (2001—2005).

## Життєпис
Народився у 1961 році в місті Газа. Закінчив Палестинську вищу школу в місті Газа. Згодом коледж Бірзейтського університету.
Надзвичайний та Повноважний Посол Палестини в Києві, Україна.
Керівник програми дипломатичного навчання при Міністерстві закордонних справ Палестинської держави.

## Автор праць
- Валид Авад Закут. Глобализация как средство давления на страны. // Діалог цивілізацій: протиріччя глобалізації: Матер. Другої Всесвіт. конф. Київ, 23 травн. 2003 р. — К.: МАУП, 2003. — С. 29 — 31.

## Нагороди та відзнаки
- Нагороджений золотою медаллю МКА «За заслуги в освіті» (2005)[5]